# Ercole Roselli
Ercole Roselli (Roma, 15 maggio 1818 – Ancona, 21 gennaio 1905) è stato un matematico, filosofo e rivoluzionario italiano.

## Biografia
Ercole Roselli è stato un rivoluzionario italiano, un matematico, un astronomo ed un filosofo, e fu tra i fondatori dell'osservatorio della Specola capitolina.
Fin dalla giovane età fu un liberale ed un mazziniano convinto e nell'Archivio di Stato di Roma è possibile trovare vari processi a suo carico per detenzione di libri messi all'indice e per affiliazione a società segrete all'interno degli atti del Tribunale della Sacra Consulta di quegli anni.
Nel 1849 comandò con il grado di maggiore il Battaglione Universitario Romano contro i francesi, partecipando attivamente alla difesa della città sotto il comando del fratello Pietro Roselli, generale in capo dell'Esercito della Repubblica Romana.
Dopo la caduta della Repubblica fuggì da Roma nel febbraio del 1850 e dopo una serie di peripezie a Corfù e Costantinopoli raggiunse Genova. In quegli anni restò sempre in stretto contatto con Giuseppe Mazzini, l'avvocato Giuseppe Petroni e gli altri rivoluzionari.
Nel 1853 gli fu affidata direttamente da Mazzini la missione in cui con l'aiuto di altri esuli si doveva tentare un colpo di mano su Roma per liberare i prigionieri politici detenuti a San Michele e a Paliano. Al Roselli fu dato l'incarico di raccogliere giovani tra gli emigranti per andare in aiuto ai romani e di recarsi a Roma per capitanare egli stesso il moto. Purtroppo il moto fallì per via di un tradimento.
Fin dai primi di luglio del 1854 il Roselli si mise in viaggio da Genova per Roma e vi giunse verso la metà del mese, quasi contemporaneamente agli altri emigrati. Seguendo il piano stabilito si presentò, fingendosi un commesso di una casa di merletti, in diversi negozi che sapeva essere gestiti da mazziniani, qui disse essere mandato da Sisto Vinciguerra e nello stesso tempo chiese di Marco.
Queste erano le parole d'ordine stabilite, ma quelli, non essendo stati preavvisati, lo presero per un emissario della polizia e non gli credettero neppure quando si palesò apertamente come Ercole Roselli.
Il Petroni in una sua lettera del 12 agosto fa ricadere ogni responsabilità dell'accaduto sul gruppo dei "fusi" (o "fusionisti" - un gruppo che si era staccato da Mazzini e Petroni) che divulgarono i nomi degli intermediari di Civitavecchia, che perquisiti, si impaurirono e rimandarono a Genova le lettere che gli erano state mandate per essere spedite a Roma. Proprio per il ritardo di una di quelle lettere dove si avvertiva del prossimo arrivo del Roselli, coloro a cui egli si presentò non lo riconobbero.
Vedendosi allora perduto, il Roselli ripartì da Roma e andò prima a Viterbo e poi a Firenze.
In quest'ultima città si munì di un passaporto intestato a Lazzaro Fenovil e fece ritorno a Roma dove si costituì spontaneamente nel carcere di S. Michele.
Fin da Genova, infatti, il Roselli aveva meditato, se la sua spedizione non fosse bene riuscita, lo stratagemma di costituirsi in carcere.
Il Roselli ed i suoi amici ritenevano che la polizia non avrebbe potuto far altro che spedirlo di nuovo in esilio.
L'unico timore che poteva esserci era quello di un tradimento da parte dei gruppo dei "fusi".
Il tradimento temuto purtroppo avvenne, ma non da parte del gruppo dei "fusi", completamente innocenti, bensì da uno degli sbarcati a Palo: Antonio Catenacci.
A causa di questo tradimento il Roselli fu arrestato ed imprigionato a Castel Sant'Angelo ricevendo da parte del Tribunale della Sacra Consulta il 19 dicembre 1854 una condanna a vent'anni di galera da scontare nel carcere del Castello di Paliano.
Nel 1857 il Roselli tentò la fuga dal carcere il cui fallimento gli costò nel 1859 la condanna a morte per complotto di fuga.
Ottenne la grazia della vita solamente per mezzo dell'intervento di un ufficiale francese, suo avversario ai tempi della Repubblica Romana (1849), che lo stimava come nemico e che perorò la sua causa riuscendo ad ottenere la conversione della pena di morte in quella di lavori forzati a vita da scontare nel carcere di Ancona.
Il Roselli restò ai lavori forzati fino al 1860, quando fu liberato dal fratello Pietro Roselli che con il grado di tenente generale partecipò alla conquista di Ancona.
Dopo la liberazione ed essere rimasto zoppo a vita a causa della palla al piede, insegnò matematica all'Istituto tecnico di Ancona e divenne bibliotecario della Biblioteca Comunale “Luciano Benincasa” della città.
La Biblioteca era stata retta fino ad allora da dei bibliotecari ecclesiastici, ma subito dopo la liberazione di Ancona venne affidata dal sindaco Michele Fazioli al primo Bibliotecario laico, Ercole Roselli definito da Palermo Giangiacomi “combattente eroico e galeotto anche più eroico”.
Ercole Roselli morì ad Ancona nel 1905 e lì fu sepolto.
Nel corso della sua vita il Roselli ha pubblicato varie opere, alcune ancora presenti nella Biblioteca Comunale di Ancona.

## Opere
- Ercole Roselli, Alcune Formole sul calcolo dei residui e loro applicazione. Memoria di Ercole Roselli - In Giornale arcadico di scienze, lettere, ed arti, Volume 116, 1848.
- Ercole Roselli, Geometria applicata. Sopra alcuni principj geometrici applicati alla strategia - In Raccolta di lettere ed altri scritti intorno alla fisica ed alle matematiche di Barnaba Tortolini - Anno V, 1849.
- Ercole Roselli, Meccanica Razionale. Sopra alcune formule della Meccanica Moloecolare - In Raccolta di lettere ed altri scritti intorno alla fisica ed alle matematiche di Barnaba Tortolini - Anno V, 1849.
- Ercole Roselli, Meccanica Alcune osservazioni sulla nota - Sopra formolo dedotta dalle funzioni generatrici esprimente con una qualche regolarità la posizione di m punti comunque situati nello spazio in un dato tempo - In Raccolta di lettere ed altri scritti intorno alla fisica ed alle matematiche di Barnaba Tortolini - Anno V, 1849.
- Ercole Roselli, Principi di disegno axonometrico riferito a un solo asse, Ancona, Lit. Caimmi, 1873.
- Ercole Roselli, Frammenti di matematica pura ed applicata, Ancona, Tip. di Nicola Mengarelli, 1874.
- Ercole Roselli, Logica E Critica Sull'origine Delle Umane Cognizioni, 1878.
- Ercole Roselli, Armonia assoluta e naturale delle scienze filosofiche e sociali, 1885.